# Histoire du découpage intercommunal de la Vendée

Carte présentant le nombre de structures intercommunales auxquelles adhère chaque commune du département de la Vendée (mise à jour le 1 janvier 2018).
Plus de 8 intercommunalités
Entre 6 et 7 intercommunalités
Entre 4 et 5 intercommunalités
Entre 2 et 3 intercommunalités
Moins de 2 intercommunalités

Dans la Vendée, l’histoire du découpage intercommunal se constitue de différentes étapes entre la mise en place des premières formes intercommunales à la fin du XIXe siècle et l’émergence, entre les années 1990 et 2000, de nouvelles structures : les établissements publics de coopération intercommunale à fiscalité propre.
Au 1er janvier 2022, le département de la Vendée comporte 102 intercommunalités :
- 19 intercommunalités à fiscalité propre (15 communautés de communes et 4 communautés d’agglomération), qui englobent 266 des 267 communes du département ;
- 83 intercommunalités sans fiscalité propre (41 syndicats intercommunaux et 42 syndicats mixtes).

## Intercommunalités à fiscalité propre

### Histoire

#### Naissance des communautés de communes
Dans la Vendée, les regroupements intercommunaux antérieurs à 1992 sont marqués par une certaine correspondance avec l’échelon cantonal. En effet, plusieurs communes se sont rassemblées au niveau des cantons pour constituer des intercommunalités, soit sous la forme des districts ou sous celle des syndicats intercommunaux à vocation multiple (SIVOM).
À partir de la loi du 6 février 1992 relative à l’administration territoriale de la République, qui crée le statut de communauté de communes, plusieurs regroupements intercommunaux se transforment sous cette forme juridique à fiscalité propre. Ainsi, entre 1992 et 1994, 12 communautés de communes voient le jour dans le département, la première étant Vendée-Sèvre-Autise, mise en place par un arrêté préfectoral du 21 décembre 1992. 

La coopération intercommunale à fiscalité propre au 1 janvier 1995.
Intercommunalité à fiscalité propre
Commune non membre d’une intercommunalité à fiscalité propre

Elles sont les suivantes :
- Vendée-Sèvre-Autise (arrêté préfectoral du 21 décembre 1992)[a] ;
- Atlancia-des-Vals-de-la-Vie-et-du-Jaunay (arrêté préfectoral du 24 décembre 1992)[b] ;
- Océan-Marais-de-Monts (arrêté préfectoral du 24 décembre 1992)[c] ;
- les Deux-Lays (arrêté préfectoral du 28 décembre 1992)[d] ;
- le Pays-Yonnais (arrêté préfectoral du 28 décembre 1992) ;
- le Pays-de-Sainte-Hermine (arrêté préfectoral du 28 décembre 1992)[e] ;
- le Pays-des-Achards (arrêté préfectoral du 29 décembre 1992)[f] ;

La coopération intercommunale à fiscalité propre au 1 janvier 2002.
Intercommunalité à fiscalité propre
Commune non membre d’une intercommunalité à fiscalité propre

- la communauté de communes de l’Auzance et de la Vertonne (arrêté préfectoral du 24 décembre 1993) ;
- les Olonnes (arrêté préfectoral du 27 décembre 1993)[g] ;
- le Pays-des-Essarts (arrêté préfectoral du 30 décembre 1993)[h] ;
- le Pays-des-Herbiers (arrêté préfectoral du 20 décembre 1994)[i] ;
- le Pays-Moutierrois (arrêté préfectoral du 20 décembre 1994)[j].

Entre 1995 et 1998, sont créés :
- le Pays-de-l’Hermenault (arrêté préfectoral du 29 décembre 1995)[k] ;
- Côte-de-Lumière (arrêté préfectoral du 9 décembre 1996)[l] ;
- la communauté de communes du Canton-de-Mortagne-sur-Sèvre (arrêté préfectoral du 23 décembre 1996)[m] ;
- le Pays-Mareuillais (arrêté préfectoral du 23 décembre 1996)[n] ;
- le Pays-Né-de-la-Mer (arrêté préfectoral du 16 décembre 1998)[o].

La loi du 12 juillet 1999 relative au renforcement et à la simplification de la coopération intercommunale, dite « loi Chevènement », qui vise à supprimer les districts, entraîne la création de 11 nouvelles communautés de communes dans la Vendée entre 1999 et 2001.
- Intercommunalité à fiscalité propre
- Commune non membre d’une intercommunalité à fiscalité propre

Elles sont les suivantes :
- la communauté de communes du Canton-de-Chaillé-les-Marais (arrêté préfectoral du 23 décembre 1999) ;
- Marais-et-Bocage (arrêté préfectoral du 24 août 2000)[p] ;
- le Pays-de-Fontenay-le-Comte (arrêté préfectoral du 11 décembre 2000)[q] ;
- le Marais-Breton-Nord (arrêté préfectoral du 14 décembre 2000)[r] ;
- Vie-et-Boulogne (arrêté préfectoral du 26 décembre 2000)[s] ;
- la communauté de communes du Canton-de-Saint-Fulgent (arrêté préfectoral du 28 décembre 2000)[t] ;
- le Pays-de-la-Châtaigneraie (arrêté préfectoral du 28 décembre 2000)[u] ;
- la communauté de communes du Canton-de-Rocheservière (arrêté préfectoral du 28 décembre 2000)[v] ;
- le Pays-de-Palluau (arrêté préfectoral du 7 décembre 2001)[w] ;
- le Pays-de-Pouzauges (arrêté préfectoral du 21 décembre 2001)[x] ;
- l’Île-de-Noirmoutier (arrêté préfectoral du 9 février 2004)[α].

La communauté de communes de Montaigu est créée par arrêté préfectoral modifié du 2 janvier 2002.
En 2003, la communauté de communes du Talmondais est constituée par arrêté préfectoral du 27 décembre 2002. Issu de la fusion de Côte-de-Lumière et d’Atlancia-des-Vals-de-la-Vie-et-du-Jaunay, le Pays-de-Saint-Gilles-Croix-de-Vie est créé en 2010 par arrêté préfectoral du 22 décembre 2009.
Le 23 décembre 2009, un arrêté de création inaugure la dernière intercommunalité à fiscalité propre de la Vendée, baptisée La Roche-sur-Yon-Agglomération, à la suite de la transformation de la communauté de communes du Pays-Yonnais.

#### Schéma départemental de 2011
Par la loi du 16 décembre 2010 de réforme des collectivités territoriales, le Gouvernement souhaite rationaliser davantage l’intercommunalité à fiscalité propre dans le pays, avec en vue, l’échéance du 1er janvier 2014 pour couvrir l’ensemble du territoire.

Le schéma départemental de coopération intercommunale de la Vendée de 2011.
Intercommunalité à fiscalité propre devant être touchée par une modification de périmètre
Intercommunalité à fiscalité propre non touchée
Commune devant intégrer un périmètre
Commune non membre d’une intercommunalité à fiscalité propre

Dans le département de la Vendée, 9 communes sont « orphelines ». En effet, au 1er janvier 2010, les 29 établissements publics de coopération intercommunale à fiscalité propre vendéens regroupent 273 des 282 communes du département. Jean-Jacques Brot, préfet de la Vendée, réalise en conséquence un schéma départemental de coopération intercommunale, approuvé le 20 décembre 2011 par la commission départementale de coopération intercommunale (CDCI).
À l’horizon 2013, il était suggéré que L’Aiguillon-sur-Mer, Chasnais, La Faute-sur-Mer et La Tranche-sur-Mer intègrent le Pays-Né-de-la-Mer, que Puyravault soit membre des Isles-du-Marais-Poitevin, que Nalliers devienne adhérente au Pays-de-l’Hermenault (afin de dépasser le seuil des 5 000 habitants) et que Cugand et La Bruffière soient intégrées à Terres-de-Montaigu. En outre, le caractère insulaire de la commune de L’Île-d’Yeu a écarté le choix de l’intégrer à un EPCIFP continental.
Appelés à se prononcer sur le schéma, les conseils municipaux des communes concernées approuvent toutes les intégrations proposées par le préfet à l’exception de Nalliers, Puyravault et Chasnais. Les maires de ces deux dernières ont d’ailleurs déposé un recours au tribunal administratif de Nantes, la première souhaitant intégrer le Pays-Né-de-la-Mer tandis que la seconde portait son choix sur le Pays-Mareuillais.
Au 1er janvier 2013, les communes de L’Aiguillon-sur-Mer, La Faute-sur-Mer et La Tranche-sur-Mer intègrent le Pays-Né-de-la-Mer, et celles de La Bruffière et Cugand, Terres-de-Montaigu. 
Après épuisement de leurs recours, les communes de Puyravault et de Chasnais intègrent finalement les intercommunalités à fiscalité propre du schéma départemental de décembre 2011 au 1er janvier 2014,. De son côté, Nalliers, qui souhaitait intégrer le Pays-Né-de-la-Mer, et après avoir lancé un recours au tribunal administratif de Nantes contre l’arrêté préfectoral l’intégrant au Pays-de-l’Hermenault, finit par être associée aux Isles-du-Marais-Poitevin au 1er janvier 2015.

#### Révision du schéma départemental (2015-2016)
Dans le cadre de l’« acte III de la décentralisation », la loi du 7 août 2015 portant nouvelle organisation territoriale de la République (Notre) élève le seuil démographique des établissements publics de coopération intercommunale à fiscalité propre, qui passe de 5 000 à 15 000 habitants. Dans la Vendée, 11 communautés de communes — dont 1 pouvant bénéficier du caractère dérogatoire lié à l’insularité, l’Île-de-Noirmoutier — qui n’atteignent pas ce seuil au 1er janvier 2015, doivent fusionner.

##### Projet de 2015

Le projet de schéma départemental de coopération intercommunale de la Vendée de 2015.
Intercommunalité à fiscalité propre devant fusionner
Intercommunalité à fiscalité propre devant être touchée par une modification de périmètre
Intercommunalité à fiscalité propre non touchée
Commune devant changer de périmètre
Commune non membre d’une intercommunalité à fiscalité propre

Le préfet de la Vendée, Jean-Benoît Albertini, propose un projet de révision du schéma départemental en octobre 2015, qui doit être approuvé avant le 30 mars 2016 par la commission départementale de coopération intercommunale, et dont l’application est prévue au 1er janvier 2017.
Le projet prévoit dans un premier temps 3 transferts de communes :
- le retrait des communes de Saint-Martin-des-Noyers et de Sainte-Cécile du Pays-des-Essarts vers le Pays-de-Chantonnay ;
- le retrait de la commune de Saint-Mathurin du Pays-des-Achards vers la communauté d’agglomération issue de la fusion des Olonnes et de la communauté de communes de l’Auzance et de la Vertonne ;
- le retrait de la commune de Saint-Christophe-du-Ligneron du Pays-de-Palluau vers le Pays-de-Challans ;

Aussi, le projet prévoit 8 créations issues de fusions d’intercommunalités à fiscalité propre :
- une communauté d’agglomération issue de la fusion de la communauté de communes de l’Auzance et de la Vertonne et des Olonnes (avec la commune de Saint-Mathurin) ;
- une communauté de communes issue de la fusion des Isles-du-Marais-Poitevin, du Pays-de-Sainte-Hermine, du Pays-Mareuillais et du Pays-Né-de-la-Mer ;
- une communauté de communes issue de la fusion de la communauté de communes du Canton-de-Saint-Fulgent et du Pays-des-Essarts (sans les communes de Sainte-Cécile et de Saint-Martin-des-Noyers) ;
- une communauté de communes issue de la fusion du Pays-de-Palluau et de Vie-et-Boulogne (sans la commune de Saint-Christophe-du-Ligneron) ;
- une communauté de communes issue de la fusion de la communauté de communes du Canton-de-Rocheservière et de Terres-de-Montaigu ;
- une communauté de communes issue de la fusion de l’Île-de-Noirmoutier et du Pays-du-Gois ;
- une communauté de communes issue de la fusion du Pays-Moutierrois et du Talmondais ;
- une communauté de communes issue de la fusion du Pays-de-l’Hermenault et du Pays-de-Fontenay-le-Comte.

##### Avis des intercommunalités à fiscalité propre et des communes
Dans le département, certaines communes et communautés de communes ont émis des avis défavorables au projet du préfet.

Carte des périmètres des bassins de vie (2014, en noir) et du projet de périmètre (2015, en vert).
Bassin de vie à cheval entre plusieurs intercommunalités à fiscalité propre
Bassin de vie inclus totalement dans une intercommunalité à fiscalité propre
Commune appartenant à un bassin de vie dont le bourg-centre est extérieur au département

D’abord, à Noirmoutier, 2 des 4 conseils municipaux de l’île (Barbâtre et L’Épine) ont souhaité faire valoir l’exception d’insularité contenue dans la loi Notre, refusant ainsi la fusion de l’Île-de-Noirmoutier avec le Pays-du-Gois, bien que le conseil communautaire noirmoutrin ait approuvé le regroupement le 18 décembre 2015 par 13 voix contre 12. En outre, un collectif créé pour l’occasion et appelé « Notre-Île » lance une pétition à partir du 20 février 2016 et recueille 4 253 signatures contre le projet de fusion au 8 mars suivant. Le 28 février 2016, lors d’une réunion publique, Noël Faucher, maire (LR) de Noirmoutier-en-l’Île et président du conseil communautaire, annonce qu’il demandera l’exception d’insularité à la CDCI, dans laquelle il siège.
Dans le nord-ouest vendéen, le refus de la fusion avec l’Île-de-Noirmoutier entraîne une réflexion autour d’une autre fusion du Pays-du-Gois avec Océan-Marais-de-Monts ou le Pays-de-Challans, voire les deux. Le conseil communautaire vote ainsi un amendement pour son rapprochement avec le Pays-de-Challans le 10 décembre 2015. Cependant, du côté d’Océan-Marais-de-Monts, la commune de Soullans, située dans le bassin de vie de Challans, émet le vœu de rejoindre le Pays-de-Challans. Or, le retrait de Soullans mettrait en jeu la pérennité de l’intercommunalité montoise, qui passerait sous le seuil des 15 000 habitants requis par la loi Notre,.
Dans le sud de la Vendée, le projet fait l’objet de questionnements de la part de quelques communes, qui, éloignées de la possible commune qui abriterait le siège, n’appartiennent pas à leurs bassins de vie respectifs. Ainsi, Le Gué-de-Velluire, membre des Isles-du-Marais-Poitevin marque son désir d’être associé au Pays-de-Fontenay-le-Comte, quand L’Île-d’Elle, une commune limitrophe, souhaite faire partie du périmètre de la future intercommunalité autour de Luçon. De même, à l’extrême périphérie est de cette possible intercommunalité, La Caillère-Saint-Hilaire et La Jaudonnière se retrouvent davantage dans l’orbite de Chantonnay.

#### Schéma départemental de 2016

Le schéma départemental de coopération intercommunale de la Vendée de 2016.
Intercommunalité à fiscalité propre devant fusionner
Intercommunalité à fiscalité propre devant être touchée par une modification de périmètre
Intercommunalité à fiscalité propre non touchée
Commune devant changer de périmètre
Commune non membre d’une intercommunalité à fiscalité propre

Le 29 mars 2016, le schéma départemental de coopération intercommunale est approuvé par la commission départementale de coopération intercommunale.
À l’exception de la fusion de l’Île-de-Noirmoutier avec le Pays-du-Gois — cette dernière rejoint le Pays-de-Challans, il reprend exactement le projet de schéma de 2015 s’agissant des intercommunalités à fiscalité propre. En effet, l’exception d’insularité de l’Île-de-Noirmoutier et le regroupement du Pays-du-Gois au Pays-de-Challans ont fait l’objet de 2 amendements au projet de schéma de 2015 ; ils ont été votés à l’unanimité en CDCI le 29 mars. Le schéma est officialisé par un arrêté préfectoral pris le jour de son approbation.
Au 1er janvier 2017, il prévoit donc 19 intercommunalités à fiscalité propre dans le département de la Vendée (2 communautés d’agglomération et 17 communautés de communes). Parmi ces dernières, 8 structures devraient être créées ou bien admettre un périmètre modifié par un rapprochement d’intercommunalités :
- la « communauté de communes du Pays-de-Saint-Fulgent-les-Essarts »[28] ;
- « Challans-Gois-Communauté »[29] ;
- la « communauté de communes Moutierrois-Talmondais »[30] ;
- « Pays-de-Fontenay-Vendée »[31] ;
- « Les Sables-d’Olonne-Agglomération »[32] ;
- « Terres-de-Montaigu, communauté de communes Montaigu-Rocheservière »[33] ;
- la « communauté de communes de Vie-et-Boulogne »[34] ;
- « Sud-Vendée-Littoral »[35].

### Listes

#### Liste des intercommunalités à fiscalité propre actuelles
Au 1er janvier 2017, une commune sur les 267 du département reste isolée : L’Île-d’Yeu.
| Forme | Nom                                                         | Communes | Population (hab.) | Superficie (km2) | Densité (hab./km2) |
| ----- | ----------------------------------------------------------- | -------- | ----------------- | ---------------- | ------------------ |
| CA    | La Roche-sur-Yon-Agglomération                              | 13       | 98 273 (2021)     | 499.40           | 196,80             |
| CC    | Sud-Vendée-Littoral                                         | 44       | 55 649 (2022)     | 942.10           | 59,07              |
| CA    | Les Sables-d’Olonne-Agglomération                           | 7        | 57 953 (2021)     | 172.10           | 336,70             |
| CA    | Pays de Saint-Gilles-Croix-de-Vie Agglomération             | 14       | 52 407 (2021)     | 292.20           | 179,30             |
| CA    | Terres de Montaigu, communauté d'agglomération              | 14       | 50 547 (2022)     | 379.30           | 133,26             |
| CC    | Challans-Gois-Communauté                                    | 11       | 49 723 (2021)     | 440.30           | 112,90             |
| CC    | Communauté de communes de Vie-et-Boulogne                   | 15       | 45 851 (2021)     | 489.70           | 93,60              |
| CC    | Pays-de-Fontenay-Vendée                                     | 26       | 35 348 (2021)     | 463.50           | 76,30              |
| CC    | Vendée-Grand-Littoral                                       | 20       | 35 511 (2021)     | 504.60           | 70,40              |
| CC    | Communauté de communes du Pays-des-Herbiers                 | 8        | 30 543 (2021)     | 249.60           | 122,40             |
| CC    | Communauté de communes du Pays-de-Mortagne                  | 12       | 28 072 (2021)     | 228.80           | 122,70             |
| CC    | Communauté de communes du Pays-de-Saint-Fulgent-les-Essarts | 10       | 28 768 (2021)     | 324.70           | 88,60              |
| CC    | Communauté de communes du Pays-de-Pouzauges                 | 10       | 23 171 (2021)     | 318.80           | 72,70              |
| CC    | Communauté de communes du Pays-de-Chantonnay                | 10       | 23 054 (2021)     | 317.70           | 72,60              |
| CC    | Communauté de communes Océan-Marais-de-Monts                | 5        | 19 755 (2021)     | 184.50           | 107,10             |
| CC    | Communauté de communes du Pays-des-Achards                  | 9        | 20 174 (2022)     | 226.66           | 89,01              |
| CC    | Communauté de communes Vendée-Sèvre-Autise                  | 16       | 16 178 (2021)     | 299.30           | 54,0               |
| CC    | Communauté de communes du Pays-de-la-Châtaigneraie          | 18       | 15 588 (2021)     | 316.60           | 49,20              |
| CC    | Communauté de communes de l’Île-de-Noirmoutier              | 4        | 9 219 (2021)      | 48.80            | 188,80             |
|       |                                                             | 266      | 657 419           | 6 735,95         | 98                 |

#### Liste des anciennes intercommunalités à fiscalité propre
| Nom                                                             | Création           | Dissolution      | Événement                                                                              |
| --------------------------------------------------------------- | ------------------ | ---------------- | -------------------------------------------------------------------------------------- |
| Communauté de communes Atlancia-des-Vals-de-la-Vie-et-du-Jaunay | 1er janvier 1993   | 31 décembre 2009 | Fusion (création de la communauté de communes du Pays-de-Saint-Gilles-Croix-de-Vie)    |
| Communauté de communes Côte-de-Lumière                          | 1er janvier 1997   | 31 décembre 2009 | Fusion (création de la communauté de communes du Pays-de-Saint-Gilles-Croix-de-Vie)    |
| Communauté de communes du Pays-Yonnais                          | 1er janvier 1994   | 31 décembre 2009 | Élévation en communauté d’agglomération (création de La Roche-sur-Yon-Agglomération)   |
| Communauté de communes du Pays-de-Sainte-Hermine                | 1er janvier 1993   | 31 décembre 2016 | Fusion (création de Sud-Vendée-Littoral)                                               |
| Communauté de communes du Pays-Mareuillais                      | 1er janvier 1997   | 31 décembre 2016 | Fusion (création de Sud-Vendée-Littoral)                                               |
| Communauté de communes du Pays-Né-de-la-Mer                     | 1er janvier 1999   | 31 décembre 2016 | Fusion (création de Sud-Vendée-Littoral)                                               |
| Communauté de communes des Isles-du-Marais-Poitevin             | 1er janvier 2000   | 31 décembre 2016 | Fusion (création de Sud-Vendée-Littoral)                                               |
| Communauté de communes de l’Auzance et de la Vertonne           | 1er janvier 1994   | 31 décembre 2016 | Fusion (création des Sables-d’Olonne-Agglomération)                                    |
| Communauté de communes des Olonnes                              | 1er janvier 1994   | 31 décembre 2016 | Fusion (création des Sables-d’Olonne-Agglomération)                                    |
| Communauté de communes du Pays-des-Essarts                      | 1er janvier 1994   | 31 décembre 2016 | Fusion (création de la communauté de communes du Pays-de-Saint-Fulgent-les-Essarts)    |
| Communauté de communes du Pays-de-Saint-Fulgent                 | 1er janvier 2001   | 31 décembre 2016 | Fusion (création de la communauté de communes du Pays-de-Saint-Fulgent-les-Essarts)    |
| Communauté de communes du Pays-Moutierrois                      | 1er janvier 1995   | 31 décembre 2016 | Fusion (création de la communauté de communes Moutierrois-Talmondais)                  |
| Communauté de communes du Talmondais                            | 1er janvier 2003   | 31 décembre 2016 | Fusion (création de la communauté de communes Moutierrois-Talmondais)                  |
| Communauté de communes du Pays-de-l’Hermenault                  | 1er janvier 1996   | 31 décembre 2016 | Fusion (création de Pays-de-Fontenay-Vendée)                                           |
| Communauté de communes du Pays-de-Fontenay-le-Comte             | 1er janvier 2001   | 31 décembre 2016 | Fusion (création de Pays-de-Fontenay-Vendée)                                           |
| Communauté de communes du Pays-de-Challans                      | 1er septembre 2000 | 31 décembre 2016 | Fusion (création de Challans-Gois-Communauté)                                          |
| Communauté de communes du Pays-du-Gois                          | 1er janvier 2001   | 31 décembre 2016 | Fusion (création de Challans-Gois-Communauté)                                          |
| Communauté de communes Vie-et-Boulogne                          | 1er janvier 2001   | 31 décembre 2016 | Fusion (création de la communauté de communes de Vie-et-Boulogne)                      |
| Communauté de communes du Pays-de-Palluau                       | 1er janvier 2002   | 31 décembre 2016 | Fusion (création de la communauté de communes de Vie-et-Boulogne)                      |
| Communauté de communes du Canton-de-Rocheservière               | 1er janvier 2001   | 31 décembre 2016 | Fusion (création de Terres-de-Montaigu, communauté de communes Montaigu-Rocheservière) |
| Communauté de communes Terres-de-Montaigu                       | 1er janvier 2002   | 31 décembre 2016 | Fusion (création de Terres-de-Montaigu, communauté de communes Montaigu-Rocheservière) |

### Représentation associative
Les organes exécutifs des intercommunalités à fiscalité propre sont rassemblés au sein de l’Association des maires et présidents de communautés de la Vendée (AMPCV), qui siège à la Maison des communes de la Vendée, à La Roche-sur-Yon. Elle est dirigée par un conseil d’administration composé de tous les présidents des communautés et maires en exercice.
L’AMPCV est issue de la « fusion » de deux associations, l’Association des communautés de la Vendée (ADCV), créée en mars 1993 sous le nom d’« Assemblée des districts et des communautés de la Vendée », et de l’Association des maires de la Vendée (AMV), créée le 26 mars 1954,.
| Période      | Période          | Identité          | Parti | Parti | Mandat |
| ------------ | ---------------- | ----------------- | ----- | ----- | --- |
| 30 mars 1993 | Été 2001         | Jacques Oudin     |       | RPR   | Conseiller municipal de La Guérinière (1977-2014) Président du district de l’île de Noirmoutier (1989-2001)    |
| Été 2001     | 30 juin 2008     | Philippe Darniche |       | MPF   | Maire de Mouilleron-le-Captif (depuis 1983) Président de la communauté de communes du Pays-Yonnais (2001-2008) |
| 30 juin 2008 | 31 décembre 2012 | Antoine Chéreau,  |       | MPF   | Maire de Montaigu (depuis 2001) Président de la communauté de communes Terres-de-Montaigu (2001-2016)          |

| Période                 | Période                 | Identité           | Parti | Parti | Mandat |
| ----------------------- | ----------------------- | ------------------ | ----- | ----- | --- |
| 1er janvier 2013        | 30 avril 2015           | Yves Auvinet,      |       | DVD   | Maire de La Ferrière (1995-2015) Conseiller communautaire de La Roche-sur-Yon-Agglomération (2010-2015) Conseiller général du canton des Essarts (2010-2015) |
| Depuis le 30 avril 2015 | Depuis le 30 avril 2015 | Anne-Marie Coulon, |       | DVD   | Maire de Mouzeuil-Saint-Martin (depuis 2001) Conseillère départementale du canton de Luçon (depuis 2015) Conseillère communautaire de Pays-de-Fontenay-Vendée (depuis 2017) Conseillère communautaire de la communauté de communes du Pays-de-l’Hermenault (2002-2016) |

## Intercommunalités sans fiscalité propre
Au 30 juin 2006, les services de l’État dans la Vendée comptabilisaient 155 structures syndicales.
Dans le cadre du schéma départemental de coopération intercommunale, 47 intercommunalités sans fiscalité propre ont été dissoutes entre le 24 décembre 2011 et octobre 2015. Avant décembre 2011, 151 structures syndicales étaient recensées dans le département.
Au 26 octobre 2015, 104 syndicats sont en exercice dans le département de la Vendée : 
- 8 syndicats intercommunaux à vocation multiple (SIVOM) ;
- 39 syndicats intercommunaux à vocation unique (SIVU) ;
- 35 syndicats mixtes fermés ;
- 22 syndicats mixtes ouverts.

Le 1er janvier 2016, la création de trois communes nouvelles entraîne la suppression de deux SIVOM et d’un SIVU : le SIVOM de la vallée de la Livraie par la création d’Aubigny-les-Clouzeaux ; le SIVU des communes de L’Oie et de Sainte-Florence par la création d’Essarts-en-Bocage ; le SIVOM du mont Mercure par la création de Sèvremont.
Le schéma de coopération intercommunale de 2016 prévoit :
- la disparition de 7 syndicats mixtes fermés par modification des périmètres des intercommunalités à fiscalité propre avant le 1er janvier 2017[68] ;
- la disparition de 6 autres syndicats par transfert de compétences avant le 1er janvier 2020 (« eau », « assainissement » et « collecte et traitement des déchets ménagers »)[69].

| Juin 2006 | Décembre 2011 | Octobre 2015 | Janvier 2016 | Janvier 2017 |
| --------- | ------------- | ------------ | ------------ | ------------ |
| 155       | 151           | 104          | 101          | 83           |